# Sacro Monte di Arona

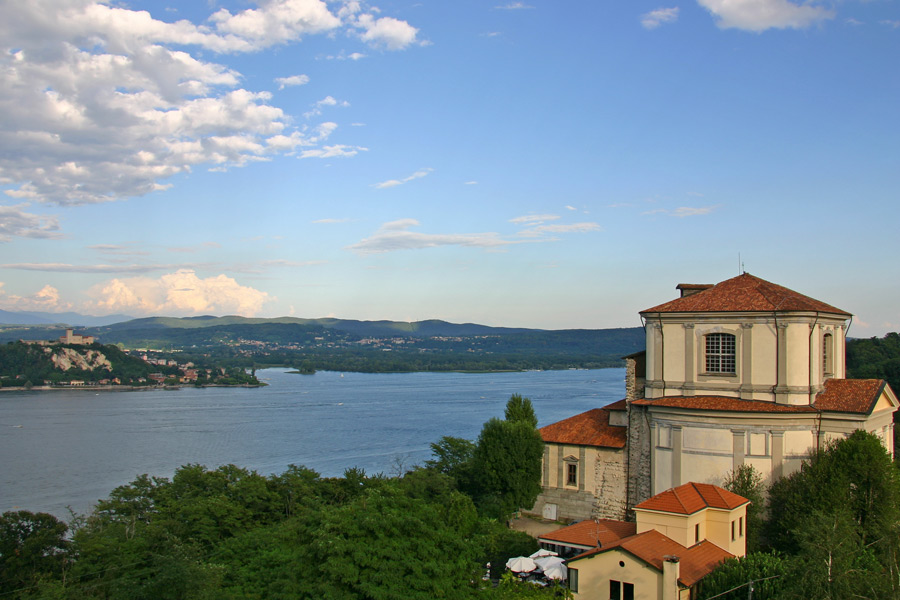
Die Kirche San Carlo

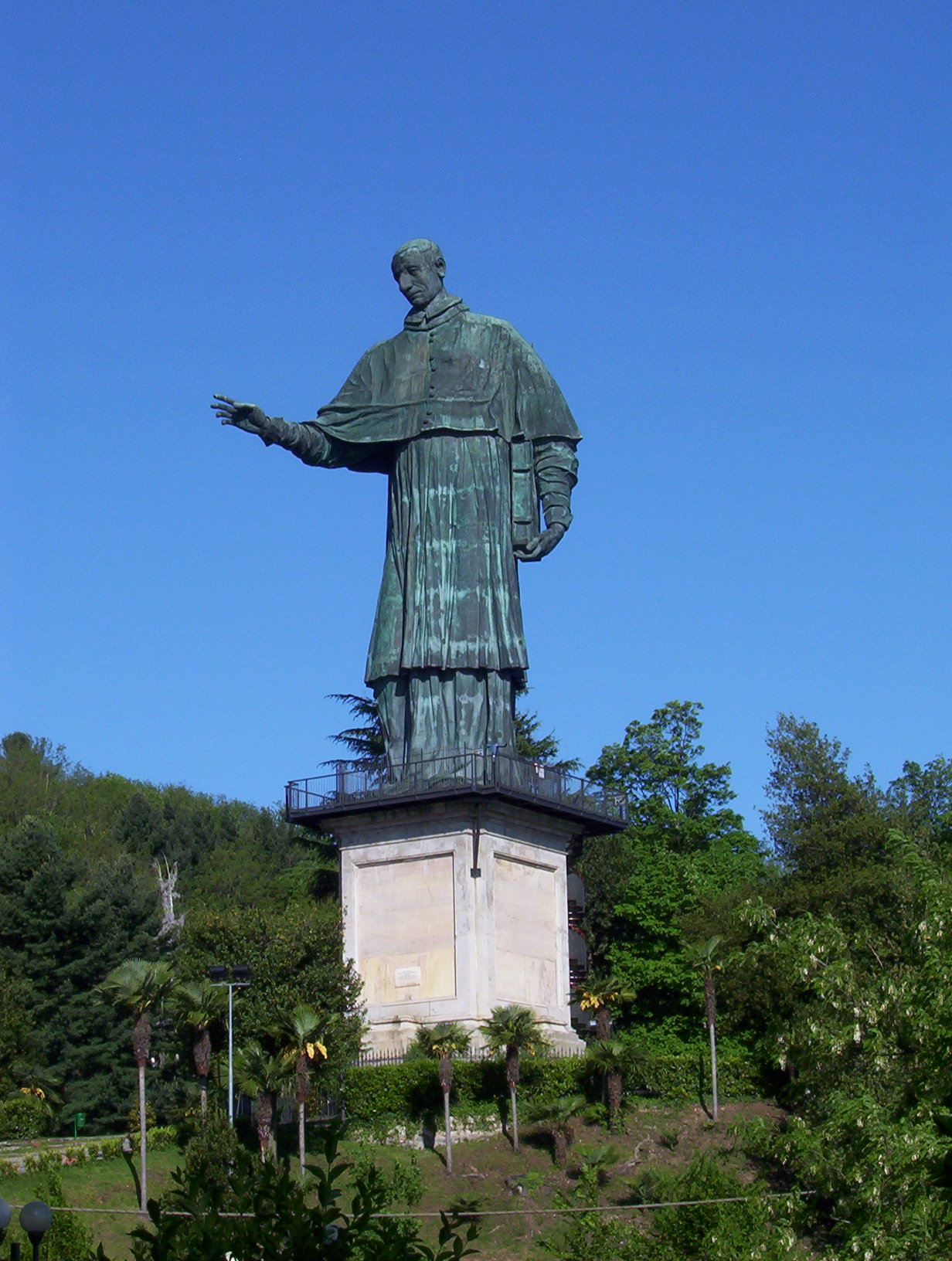
Der Koloss San Carlo

Der Sacro Monte di Arona mit seinem Ausblick auf den Lago Maggiore ist dem hl. Karl Borromäus gewidmet. Er kann als Teil des Systems der präalpinen Sacri Monti angesehen werden, die besonders im 16. und 17. Jahrhundert den Aufschwung einer volkstümlichen Religiosität kennzeichnete, die im Piemont und in der Lombardei zum Ausdruck kam.

## Die Geschichte und das künstlerische Umfeld
Den Bau des Sacro Monte auf einer Anhöhe hinter der Stadt Arona, wo der Heilige 1538 zur Welt kam, förderte nach dessen Seligsprechung (1610) der Oblatenpater Marco Aurelio Grattarola.
Das von Pater Grattarola konzipierte Projekt sollte – gerade in der Heimat der Familie Borromeo und vor dem Hintergrund des Lago Maggiore – die Figur des Erzbischofs von Mailand zelebrieren. So entstand die Idee einer Kolossalstatue auf dem Gipfel des Monte, die auch von der anderen Seite des Sees gesehen werden konnte. Die Initiative erhielt den Beifall und die Unterstützung von Federico Borromeo, der in der Zwischenzeit dem Heiligen – dessen Cousin er war – als Oberhaupt des Erzbistums Mailand gefolgt war.
Der Architekt Francesco Maria Richini – ein Vertreter des lombardischen Barock – schlug eine ehrgeizige Lösung vor, die – wie bei den meisten Sacri Monti – nur teilweise realisiert wurde.
Von einem Triumphbogen am Fuß der Anhöhe als Eingang zum Andachtsweg sollten drei Pfade die Hänge des Berges hinaufführen; an jedem Pfad sollten fünf Kapellen mit ihrer Statuen-Ausstattung und den Fresken die wichtigsten Werke des hl. Carlo (die „vita attiva“) in seinem Hirtenamt erzählen; weiter oben sollten weitere Kapellen die von ihm gelieferten Beispiele der Spiritualität (die „vita contemplativa“) illustrieren.
Im Juli 1614 zelebrierte Federico Borromeo im Beisein einer großen Menge von Gläubigen den Beginn der Bauarbeiten. Wenig entfernt war man dabei, die Sacri Monti von Orta und Varese zu errichten.
Zu den vorrangigen Aufgaben der Arbeiten zählte der Bau der Wallfahrtsstätte (oder Kirche San Carlo) auf dem Gipfel des Berges nach einem Projekt von Richini, der einen Zentralbau mit zahlreichen klassischen Reminiszenzen entwarf.
Nur wenige der von Richinis Projekt vorgesehenen Kapellen wurden gebaut: heute bleiben gerade noch drei davon mit ihrem eleganten klassizistischen Stil, die aber keinen dekorativen Apparat mehr aufweisen, von dem auch nichts bekannt ist. Man weiß jedoch, zur Bestätigung des anfangs ehrgeizigen Projekts, dass zur Realisierung der Statuen Melchiorre d’Enrico zu Rate gezogen wurde, Bruder und Mitarbeiter von Giovanni d’Enrico, dem Protagonisten der Arbeiten am Sacro Monte di Varallo.
Tatsächlich traten bald Schwierigkeiten bei der Ausführung des Projekts ein, zum einen der frühzeitige Tod von Pater Grattarola (1615), dann die sozialen und wirtschaftlichen Probleme durch die „manzonianische Pest“ der Jahre 1629–31, schließlich der Tod des Kardinals Borromeo (1631).
Das Projekt des Sacro Monte – dessen Leitung auf die Konservatoren der Biblioteca Ambrosiana übergegangen war – hatte mit jahrelangen Schwierigkeiten zu kämpfen, und die bereits gebauten Kapellen begannen zu verfallen.
Eine überzeugtere Wiederaufnahme des Ausführungsprogramms erfolgte ab 1692, erneut durch den Willen der Familie Borromeo, die für die neuen Arbeiten den päpstlichen Architekten Carlo Fontana engagierte. Das neue Bauprogramm machte Abstriche an den Vorstellungen, die einst Grattarolo und Federico Borromeo vorschwebten: tatsächlich wurde die Idee selbst des Sacro Monte mit einer Vielzahl von Kapellen zu Ehren des Heiligen aufgegeben.
Die Wallfahrtskirche wurde erst 1725 mit dem Bau des Daches fertiggestellt. Heute sieht man im Inneren über dem Hauptaltar ein Gemälde von Giulio Cesare Procaccini. Hinter dem Altar wurde das Originalzimmer des hl. Carlo mit Einrichtungsgegenständen rekonstruiert, die man bei der Zerstörung des nahegelegenen Schlosses Rocca Borromea durch Napoleon Bonaparte hatte retten können.
Gegenüber der Kirche steht auf der anderen Seite des Platzes das „Seminar des hl. Carlo“, das bereits 1640 fertiggestellt worden war und zu Beginn des 20. Jahrhunderts deutlich erweitert wurde.
Vom Platz gelangt man zu einer Treppe, die zum hohen Granitsockel führt, auf dem sich die kolossale Kupferstatue des hl. Carlo erhebt, die von Anfang an als Krönung und starkes Identitätsmerkmal des Sacro Monte konzipiert war. Der Entwurf der Statue stammt von Giovanni Battista Crespi genannt Cerano, einem Künstler, der Federico Borromeo besonders lieb war und für eine gewisse Zeit mit den Arbeiten beauftragt wurde.
Das 28 Meter hohe Werk (den die Volksverehrung bald mit dem Namen San Carlone – Heiliger großer Carlo – bedachte) wurde nicht ohne technische Schwierigkeiten von den Bildhauern Siro Zanella aus Pavia und Bernardo Falconi aus Lugano realisiert: die Fertigstellung erfolgte 1698. Es handelt sich um eine Hohlstatue, die aus bearbeiteten Kupferplatten zusammengesetzt ist. Die Besucher können über eine Innentreppe bis zum Kopf des Kolosses steigen. Unter den Metallstatuen wird er an Höhe nur von der Freiheitsstatue in New York übertroffen.
Der Koloss des hl. Carlo (der in der Perspektive der letzten Kapellen am Weg des Sacro Monte als seine Krönung hätte aufgestellt werden sollen) gilt als Attraktion.